# 藤澤Loser
『藤澤loser』（藤沢ルーザー）是ASIAN KUNG-FU GENERATION在2008年10月15日發售的第12張主要單曲。

## 概要
以單曲來說，是『滾動的岩石，清晨降臨到你身邊』發行後滿8個月的作品。

## 收錄曲
1. 藤沢ルーザー（藤澤loser）
  - 此曲ＭＶ的內容，是描述一位年輕的上班族與音樂家(藝人)，他們在各自選擇的不同人生路上，競賽如何掃除一切障礙向前進的模擬片段，長谷川初範先生也參加演出。
2. Hello Hello
  - 這首是從曾在NANO-MUGEN FES.2006演出的The Rentals的同名曲所改編，且該樂團之數位電子兼合音手"RECHEL"也參予合唱。

以上資料在香港知識+另有第2種翻譯